# Tina Nordström
Maria Kristina (Tina) Nordström Holmqvist,  född 6 augusti 1973 i Välluv i Skåne, är en svensk kock och programledare. Senare i karriären fick hon epitetet Mat-Tina.

## Biografi

### Bakgrund
Nordström vistades mycket i restaurangmiljön som barn då hennes föräldrar drev Ramlösa Wärdshus i Helsingborg under hennes uppväxt. Hon gick restaurangutbildning på gymnasiet och arbetade sedan två säsonger på Jan Hurtigkarl & Co i Helsingör. Efter det har hon arbetat på Grand Hotel i Mölle, Petri Pumpa i Lund samt Kattegat Gastronomi och Logi i Torekov. 
Nordström deltog i matolympiaden i Erfurt år 2000 där hennes lag vann silver.

### TV-karriär
Efter att hon deltagit i Årets kock-tävlingen år 2000 upptäcktes hon av TV. Hon medverkade ett antal gånger som kock i Nyhetsmorgon på TV4, varefter hon år 2001 kom till Sveriges Television. Där medverkade hon i matlagningsprogrammet Mat, som hon gjorde tillsammans med Tomas Tengby. Programmet blev en stor succé och gick i sju säsonger. Utropet "Jättegott!", sagt på karaktäristisk skånska, har kommit att bli hennes signum.
Nordström var 2005 programledare för den tredje säsongen av New Scandinavian Cooking, ett matprogram producerat av det norska produktionsbolaget Tellus Works för den amerikanska TV-distributören American Public Television, som har ett nationellt nätverk av TV-stationer och kanaler i USA. New Scandinavian Cooking rönte framgång i USA och har även visats i Tyskland, Frankrike, CCTV i Kina, BBC World, Asian Food Channel. För detta bidrag till "att förmedla kännedom om Sverige och svensk matkultur runt om i världen" utsågs Nordström till Årets Svenska Kvinna 2006 av SWEA. År 2005 var hon även tillbaka på SVT med programmet Tinas mat och 2006 med Tinas kök. Hon har även medverkat i matlagningsprogrammet Perfect Day för American Public Television, producerat under paraplyet New Scandinavian Cooking och Tellus Works AS i Norge åren 2007 och 2008 samt ett antal tre minuter långa matlagningsprogram på Aftonbladet TV år 2007. 
Våren 2008 deltog Nordström i TV4:s dansprogram Let's Dance, där hon tillsammans med Tobias Karlsson tog sig till final och där vann över speedwaystjärnan Tony Rickardsson och hans danspartner Annika Sjöö. År 2009 kom Nordström till TV4, där hon medverkade i den svenska versionen av Gordon Ramsays cookalong-program, kallat Tinas cookalong. Sedan 2014 är Nordström en av tre programledare och domare i TV4:s matlagningstävling Sveriges yngsta mästerkock.

## TV
- 2000 – Nyhetsmorgon (TV-serie)
- 2005 – New Scandinavian Cooking (TV-serie)
- 2005 – Tinas mat (TV-serie)
- 2006 – Tinas kök (TV-serie)
- 2008 – Let's Dance
- 2014–2020 – Sveriges yngsta mästerkock (TV-serie)
- 2014 – Tinas cookalong (TV-serie)
- 2015–2018 – Tina i fjällen (TV-serie)
- 2018 – Klassfesten (TV-serie)
- 2018–2022 – Hela Sverige bakar (TV-serie)
- 2022 – Secret Song Sverige (TV-serie)
- 2025 – Sveriges Mästerkock (TV-serie)

### Övriga aktiviteter
Sedan 2007 är hon även köttrådgivare på dagligvarukedjan City Gross.
Nordström har skrivit ett flertal kokböcker, bland annat Tinas mat, Tina och Jättegott Tina. I "Julstök med Tina" fanns även ett avsnitt som demonstrerade hur tittarna själva kan sy Tinas förkläde. Sedan 2007 är hon ledamot i styrelsen för börsnoterade bolaget The Empire. Hon har även tre egna bolag.